# 克萊頓 (伊利諾伊州)
克萊頓（英語：Clayton）是位於美國伊利諾伊州亞當斯縣的一個村落。

## 地理
克萊頓的座標為40°01′45″N 90°57′29″W / 40.02917°N 90.95806°W，而該地最高點為海拔高度222米（即728英尺）。

## 人口
根據2010年美國人口普查的數據，克萊頓的面積為2.30平方千米，當中陸地面積為2.30平方千米，而水域面積為0.00平方千米。當地共有人口709人，而人口密度為每平方千米308人。